# Basel-Rosental
Rosental, im Baseldeutsch Roosedaal [ˈʀoːsəˌdɐːl] oder Rooseli [ˈʀoːsəˌlɪ] genannt, ist ein Stadtteil der Schweizer Stadt Basel. Es liegt im Zentrum Kleinbasels und grenzt im Norden an den Stadtteil Kleinhüningen (Fluss Wiese), im Osten an den Stadtteil Hirzbrunnen (Autobahn A3), im Süden an den Stadtteil Wettstein (Riehenstrasse) und im Westen an die Stadtteile Clara, Matthäus und Klybeck (Riehenring).
Im Jahr 1914 erfolgte die vollständige Räumung des ehemaligen Gottesackers von St. Theodor. Erhalten blieb die Rosentalkapelle.
Der Stadtteil ist nach dem früheren «Landgut zum Rosental» benannt. Im Zentrum des Stadtteils befindet sich die Rosentalanlage, welcher für kulturelle Anlässe wie die Basler Herbstmesse oder den Circus Knie genutzt wird. Im Rosental-Quartier befinden sich zudem die Hallen der Mustermesse Basel sowie der Messeturm Basel, das dritthöchste Gebäude der Schweiz.
Per 1. Januar 2008 wurde der Stadtteil neu in die zwei Wohnbezirke «Messe» (16.1) im Süden und «Erlenmatt» (16.2) im Norden unterteilt. Diese neue Bezirksunterteilung dient jedoch lediglich statistischen Zwecken und hat keinen Einfluss auf den Stadtteil als solchen.
Die ehemalige Abdankungshalle des Basler Friedhofs St. Theodor befindet sich auf der Rosental Anlage und wurde 1832 von Melchior Berri erbaut.

## Gebäude und Sehenswürdigkeiten

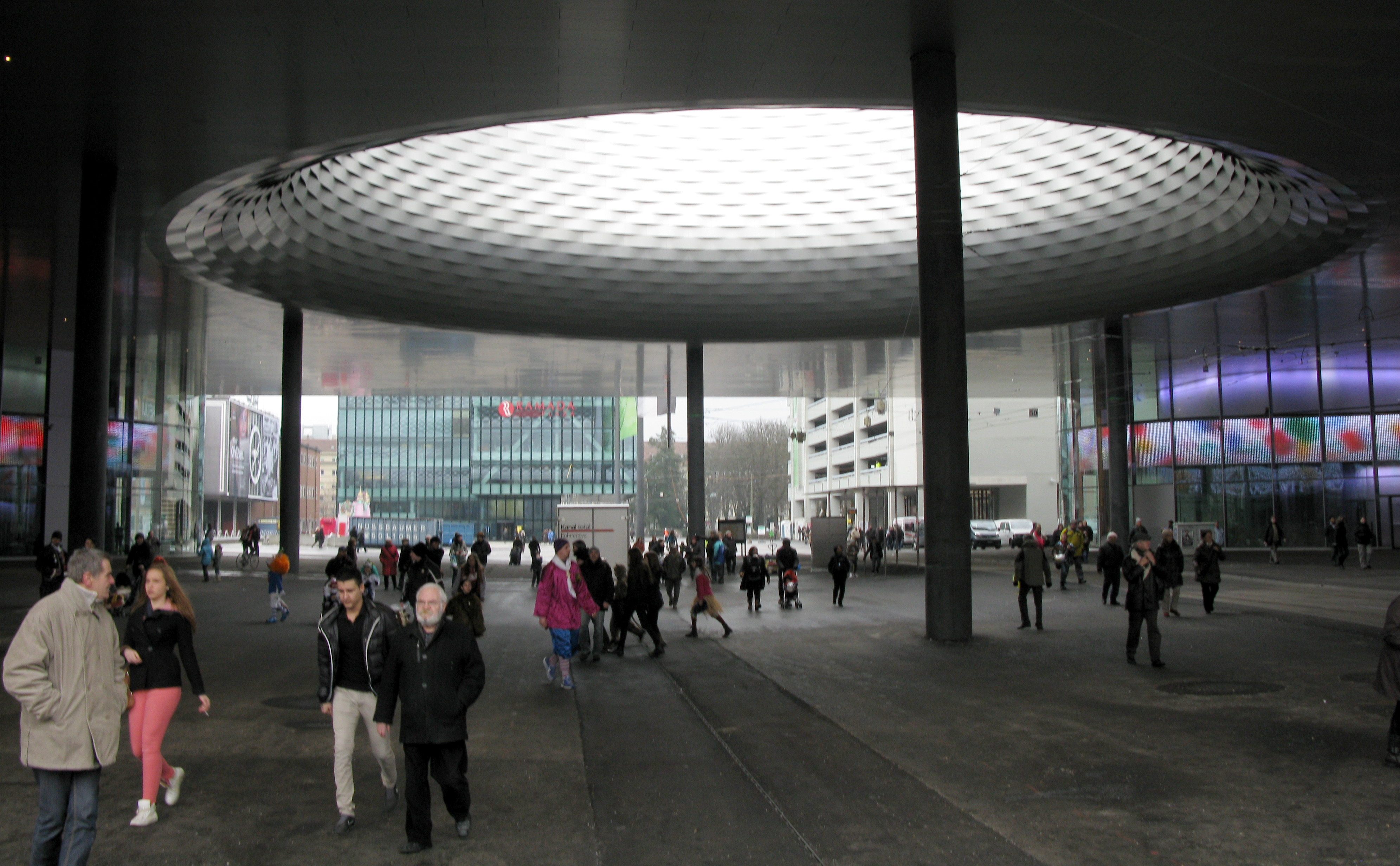
Messe Basel, Gebäude von Herzog & de Meuron

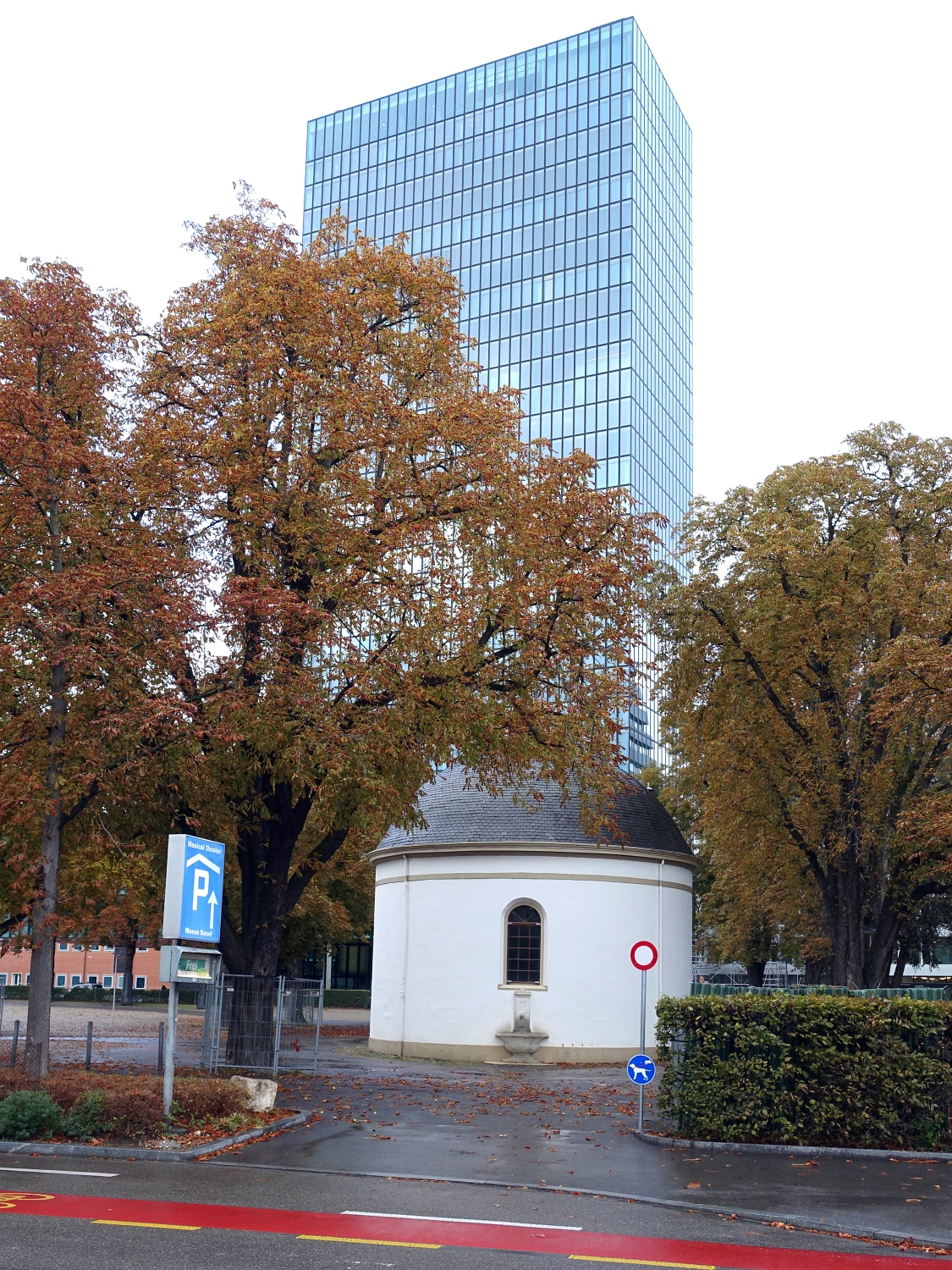
Rosental Anlage

- Messeturm Basel
- Mustermesse Basel
- Rosental AnlageMusical Theater Basel
- nt*/areal